# تباعية
التباعية هي تصرفات شخص في دوراً ثانويًا. يمكن اعتبارها أيضًا مجموعة محددة من المهارات التي تكمل القيادة، أو دورًا داخل منظمة هرمية، أو بناء اجتماعي جزء لا يتجزأ من عملية القيادة، أو السلوكيات المشاركة أثناء التفاعل مع القادة في محاولة لتحقيق الأهداف التنظيمية. على هذا النحو، فإن أفضل تعريف للمتابعة هو ممارسة مقصودة من جانب المرؤوس لتعزيز التبادل التآزري بين التابع والقائد.
في المنظمات، «القيادة لا يقوم بها القائد فقط، والتابع لا يقوم به فقط الأتباع». يشير هذا المنظور إلى أن القيادة والتابع لا يعملان في سلسلة متصلة واحدة، حيث يتناقص أحدهما بينما يزيد الآخر. بدلاً من ذلك، يوجد كل بُعد كبُعد منفصل، وإن كان مع بعض الكفاءات المشتركة.
يمكن استخدام مصطلح التابع كنوع شخصية، أو منصب في التسلسل الهرمي، أو دور، أو كمجموعة من السمات والسلوكيات. أنتجت دراسات الأتباع نظريات مختلفة بما في ذلك السمات والسمات السلوكية والدور ونظريات البناء بالإضافة إلى استكشاف الأساطير أو سوء الفهم حول التابع.

## تاريخ
العلاقة بين القائد/التابع قديمة ومشار إليها عبر التاريخ. توجد أمثلة على شراكات القائد/التابع في الأدبيات العظيمة وتقاليد الحكمة في الصين مثل كتاب التغيرات (1000-750 قبل الميلاد) والهند وأساطير السكان الأصليين في إفريقيا وأستراليا والشعوب الأصلية في أمريكا الشمالية والجنوبية. أفضل نصيحة من الفلاسفة القدماء جاءت من أرسطو الذي آمن، «من لا يستطيع أن يكون تابعاً جيداً لا يمكن أن يكون قائداً.» في عصره، أدرك أرسطو أن التبعية ضرورية، وإن كان ذلك أساسًا مقدمة لما اعتبره دورًا أكثر أهمية القائد.
كتب بالداسار كاستيجليون عن الأتباع والتابعين والتابعين في كتاب البلاط عام 1516. خلال فترة إيدو أو توكوغاوا اليابانية (1603-1868)، كان الساموراي فئة من الأتباع - وكان الاسم ذاته هو الساموراي يعني أولئك الذين خدموا.
في العصر الحديث، بدأت أبحاث الأتباع مع ماري باركر فوليت (1868-1933) التي اعتقدت أن جميع الأفراد، بغض النظر عن مكانهم في المجتمع، يستحقون الاحترام. لقد أرادت إعطاء المزيد من القوة للأفراد والتأكد من عدم سماع أصوات الأفراد فحسب، بل تم دمجها أيضًا في الحلول. لم يتم رفض العديد من أفكارها في ثلاثينيات وأربعينيات القرن العشرين فحسب، بل دفع المنظرون اللاحقون أيضًا تقديرًا محدودًا لعملها. تم أيضًا عدم تقدير كتابات فوليت في البحث المعاصر، على الرغم من حقيقة أن عملها كان بمثابة مقدمة للعديد من التطورات في أدبيات الإدارة ولا يزال يعتبرها الكثيرون في الوقت المناسب وبصيرة. قال المنظر الإداري وارن بينيس عن عمل فوليت، «كل ما كتب اليوم عن القيادة والمنظمات يأتي من كتابات ومحاضرات ماري باركر فوليت.»
استمر بحث المتابعة في عام 1955 عندما جادل هولاندر وويب (1955) بأن القائد والتابع لم يكن اقتراحًا إما/أو تم العثور فيه على القادة والأتباع على طرفي نقيض من سلسلة متصلة. اقترحوا أن الصفات المرتبطة بالقيادة والتابع مترابطة. نشر زيلازنيك في عام 1964 عملاً يركز على العلاقة بين القائد والتابع من خلال النظر في أبعاد الهيمنة مقابل الخضوع والنشاط مقابل السلبية. لقد تم إهمال المتابعين إلى حد كبير في دراسة القيادة، وهو حذف تناوله روبرت كيلي في مقالته المؤثرة في هارفارد بيزنس ريفيو عام 1988 «في مديح التابعين». كيلي كتب في وقت لاحق قوة تابعة (1992)، التي سبقت وأثرت تشاليف (1995)، بوتر وآخرون (1996)، ثودي (2000)، ميلينغر (2001)، لاتور وراست (2004)، كيلرمان، (2007)، بوسيلي (2007)، وهورويتز وهورويتز (2015).
في عام 1994، قدمت مؤسسة دبليو كي كوليغ (WK Kellogg) منحة لمدة أربع سنوات لدراسة القيادة التي اجتذبت 50 ممارسًا وباحثًا «لتسليط الضوء على بعض الموضوعات الأكثر إلحاحًا في هذا المجال.» ظهرت ثلاث مجموعات تركيز من مشروع دراسات القيادة في كوليغ (KLSP)، أحدها مجموعة التركيز على القيادة والتابع. كان منظمو هذه المجموعة هم إد هولاندر ولين أوفرمان الذين نشروا مجموعة مجلدة من الأوراق تسمى توازن القيادة والتابع.
حدث النشاط الرئيسي المنظم التالي لجمع العلماء والممارسين معًا حول موضوع المتابعة في عام 2008 في جامعة كليرمونت، برئاسة جان ليبمان بلومن من كلية بيتر دراكر وماستوشي إيتو للدراسات العليا للإدارة، ورون ريجيو من مركز كرافيس للقيادة وإيرا شاليف، مؤلف كتاب «التابع الشجاع». تضمن المشاركون باحثين وممارسين مذكورين في هذه المقالة بما في ذلك روبرت كيلي وباربرا كيليرمان وآخرين. بالإضافة إلى التركيز على الجوانب العلوية للتابع، تم تقديم بحث حول الجوانب الإشكالية للمتابعين بما في ذلك عمل توماس بلاس على تجارب ستانلي ميلجرام الشهيرة حول الطاعة وبواسطة جان ليبمان بلومن حول سبب اتباعنا للقادة السامّين. نُشر كتاب المقالات من قبل المساهمين في المؤتمر، فن المتابعة، كجزء من سلسلة قيادة وارن بينيس مع مقدمة بقلم جيمس ماكجريجور بورنس.
ذهب المشاركون في KLSP إلى تشكيل جمعية القيادة الدولية (ILA) كوسيلة لإبقاء الحوار على قيد الحياة. وبالمثل، ذهب المشاركون في مؤتمر كليرمونت لتشكيل مجتمع التعلم التابع داخل دائرة الأراضي الدولية مع إيرا شاليف كرئيس أول لها. كل من هذه الكيانات تواصل هذا العمل.
تشمل مجالات المتابعة الإضافية التي تمت دراستها ما يلي:
- إدارة الانطباع التصاعدي - التأثير على الإدارة من خلال الإقناع والتكتيكات الأخرى،[15]
- سلوكيات المواطنة التنظيمية - أمثلة على ذلك تشمل الفضيلة المدنية أو الروح الرياضية أو مساعدة الآخرين،[16]
- نظرية الشخصية الاستباقية - فكرة أن الناس يمكن أن يؤثروا ويشكلوا بيئتهم الخاصة،[17]
- تبادل عضو القائد أو LMX - التبادل والعلاقات بين القائد والتابع.[18]

مفقود من البحث الحالي مكونات إضافية مهمة للتابع مثل القدرة على تحويل الاستراتيجيات إلى أفعال تحقق النية الفعلية.

## الأتباع في المنظمات

### في الجيش
سلوكيات وجهات النظر العسكرية مثل: تعرف نفسها وتسعى إلى تحسين الذات، وتتقن تقنيًا وتكتيكيًا، وتمتثل للأوامر وتبدأ الإجراءات المناسبة في غياب الأوامر، وتطور الشعور بالمسؤولية وتحمل المسؤولية عن أفعالها، وتتخذ قرارات سليمة وفي الوقت المناسب أو التوصيات، يكون قدوة للآخرين، وعلى دراية بقائدهم ووظائفهم، ويتوقع متطلباتهم، ويبقي القائد على اطلاع، ويفهم المهمة وينجزها أخلاقياً، كعضو في الفريق، وليس رجل ينفذ الاوامر فحسب. أنتج الجيش الأمريكي عقيدة عسكرية جديدة تسمى قيادة المهمة والتي تسلط الضوء على دور الأتباع. تقر بأحد مبادئ القيادة لكولين باول أن «القائد في الميدان على حق دائمًا والقيادة الخلفية مخطئة، ما لم يثبت خلاف ذلك» صُممت عقيدة قيادة البعثة من بيئة الحرب التي تمكن الأتباع في الميدان من التصرف وفقًا لإملاءات الوضع على الأرض، مما يمنحهم أقصى قدر من حرية التصرف. من أجل ممارسة قيادة المهمة بشكل مناسب، يجب على القادة تبني مبادئ الأتباع لتحقيق النجاح.

### في مهنة التمريض
من الضروري أن نفهم أنه بدون أتباع فعالين في التمريض، يواجه قادتنا قيودًا شديدة. يجب على القادة والمعلمين الحاليين مشاركة وتعزيز رؤية الأتباع المستنير إذا كان التمريض سيحقق إمكاناته. تشير الأبحاث إلى أن هناك اختلافًا كبيرًا في الفعالية التنظيمية بين الممرضات مع أنماط أتباع مختلفة - سلبي، أو مغترب، أو ملتزم، أو براغماتي، أو فعال.

### في التعليم والفصول الدراسية
أصبح ظهور الأتباع في كتب تعليم القيادة السائدة أكثر شيوعًا، بما في ذلك أعمال كوزيس وبوسنر (2012)، جاكسون وباري (2011)، وهورويتز وهورويتز (2015).
يعد تدريب الأتباع الفعال في الفصل الدراسي تحديًا بسبب الرسائل الإعلامية التي تفضل القيادة، والمخططات الداخلية التي يحتفظ بها الطلاب التي تتجاهل الأتباع، والتحيزات الثقافية ضدها. كان طلاب المرحلة الجامعية والدراسات العليا يقاومون فكرة الأتباع، وقد فُسِّر التتابع على أنه تم تفعيل القيادة بشكل سيء أو على أنه قبول في منصب أقل. في السنوات الأخيرة، بدأت المواقف تتغير ولاحظ الطلاب أن ما يلي جزء صحي متوقع من علاقة متبادلة في وسائل التواصل الاجتماعي وأنه لا يحمل دلالات سلبية.
على الرغم من أن مساهمة الطالب في الفصل الدراسي لها أهمية كبيرة، إلا أن نظام القبول في الكلية لم يجد حتى الآن طريقة لتقدير ومكافأة الطلاب الذين قدموا هذه المساهمات باستمرار. نظرًا لأنه تم تجاهل المساهمات المتميزة في الفصول الدراسية، ومع ذلك تلعب دورًا حيويًا، فمن مسؤولية نظام القبول في الكلية إيجاد طريقة للتعرف عليها.

### في نموذج عمل الامتياز
المتابعة، كما حددها هورويتز (2008)، هي «قبول أو تمكين تحقيق هدف القائد» (ص. 11). في سياق الامتياز، يمكن اعتبار صاحب الامتياز تابعًا لأنه يقبل فكرة عمل مانح الامتياز ويسمح له بتحقيق هدف الامتياز من خلال عمليات الامتياز الفردية. يمكن للقادة أن يبدأوا ببناء القيمة التنظيمية للأتباع والتابعين؛ القيمة هي عملية دمج مفهوم التابع في ثقافة المنظمة وسياساتها وممارساتها. نظرًا لأن القادة [أصحاب الامتياز] لديهم أتباع [أصحاب الامتياز]، فإن مسؤوليتهم هي وضع رؤية وبناء الثقة وإلهام المتابعين بشغف وأمل.

### في صناعة الضيافة
في مجال الضيافة والسياحة، يعتبر كونك متابعًا فعالًا أمرًا مهمًا لتحقيق الأهداف الموجهة نحو الخدمة للعديد من العمليات. غالبًا ما يكون من المهم في عمليات الضيافة أن يعمل المتابعون بشكل مستقل عن قادتهم لتنفيذ المهام المهمة. لقد تم اقتراح أن دمج الأتباع في التدريب والتعليم بطرق مقصودة وهادفة يمكن أن يساعد العمليات في الضيافة والسياحة.

### مجتمع التعلم التابع لرابطة القيادة الدولية
مجتمع التعلم التابع (FLC) هو مجتمع تعليمي داخل منظمة القيادة الدولية (ILA) وهو «مكرس لتطوير المعرفة والكفاءات والبرامج المتعلقة بعلاقة القائد والتابع. إنه أول مجتمع أكاديمي أو ممارسة مكرس لدراسة التبعية. ويركز على البحث والتعاون ونشر الأفكار والمعلومات». الأولويات الحالية لـ FLC هي:
- ساعد في دفع الأتباع إلى فكرة سائدة
- توليد اهتمام أكبر بدراسات الأتباع
- تطوير شبكة من العلماء الذين يركزون على العلاقات بين القائد والتابع
- قم بإنشاء شبكة ممارسين من الاستشاريين / القادة الذين يستخدمون أفضل ممارسات القائد-التابع
- دعم العلماء والممارسين الذين يسعون إلى معرفة المزيد عن التبعية [33]

## نماذج الأتباعٍ
| مؤلف                     | ملخص |
| ------------------------ | --- |
| روبرت كيلي               | وفقًا لكيلي، المتابعون الفعالون هم أفراد متحمسون وذكيون وطموحون ومعتمدون على الذات. حدد كيلي اثنين من الأبعاد السلوكية الأساسية التي تميز أنواع المتابعين. البعد السلوكي الأول هو الدرجة التي يكون فيها الفرد مفكرًا نقديًا مستقلاً. البعد الثاني هو الدرجة التي يكون فيها الفرد نشطًا أو سلبيًا. اعتمادًا على مكان وقوع الشخص في هذين البعدين، هناك خمسة أنواع مختلفة من المتابعين: - الأغنام (استقلال منخفض، سلبي): يحتاج هؤلاء الأفراد إلى دافع خارجي وإشراف مستمر. - الناس الذين يقولون "حاضر" على كل شيء (استقلال منخفض، نشط): يلتزم هؤلاء الملتزمون بالقائد وهدف (أو مهمة) المنظمة (أو المجموعة / الفريق) وسيدافعون بقوة عن زعيمهم عندما يواجهون معارضة من الآخرين. إنهم لا يشككون في قرارات أو أفعال القائد. - البراغماتية (المتوسط في كلا البعدين): هؤلاء الأفراد ليسوا روادًا في القيادة؛ لن يقفوا وراء الأفكار المثيرة للجدل أو الفريدة حتى تعبر غالبية المجموعة عن دعمهم ويفضلون غالبًا البقاء في الخلفية. - المغتربون (استقلالية عالية، سلبي): هؤلاء الأفراد سلبيون وغالبًا ما يحاولون المماطلة أو إسقاط المجموعة من خلال التشكيك المستمر في قرارات وأفعال القائد. - أتباع النجوم (استقلالية عالية، نشطون): هؤلاء الأتباع المثاليون هم مفكرون إيجابيون ونشطون ومستقلون. لن يقبل متابعو النجوم بشكل أعمى قرارات أو تصرفات القائد حتى يقوموا بتقييمها بالكامل ولكن يمكن الوثوق بهم لإنجاز المهمة. |
| إيرا تشاليف              | اقترح نموذج شليف الأصلي للتابع الشجاع أربعة أبعاد يعمل فيها الأتباع الشجعان داخل مجموعة، والبعد الخامس الذي يعمل فيه التابع إما داخل المجموعة أو خارجها اعتمادًا على استجابة القيادة. أبعاد الأتباع الشجاع هي: - تحمل المسؤولية: يتحملون المسؤولية عن أنفسهم والمنظمة. لا يتوقعون من القائد أو المنظمة توفير الأمن والنمو، أو يحتاجون إلى إذن للتصرف. يكتشف المتابعون الشجعان ويخلقون الفرص لتحقيق إمكاناتهم وتعظيم قيمتها للمؤسسة. يشرعون في اتخاذ إجراءات قائمة على القيم لتحسين الأنشطة الخارجية للمؤسسة وعملياتها الداخلية. - للخدمة: الأتباع الشجعان لا يخشون العمل الجاد المطلوب لخدمة القائد. إنهم يتحملون مسؤوليات جديدة أو إضافية، ويبقون متيقظين للمجالات التي تكمل فيها نقاط قوتهم قائدهم، ويؤكدون أنفسهم في هذه المجالات. يدافع الأتباع الشجعان عن زعيمهم والقرارات الصعبة التي يجب على القائد اتخاذها إذا كانت المنظمة ستحقق هدفها. إنهم متحمسون مثل القائد في السعي وراء الهدف المشترك. - للتحدي: الأتباع الشجعان يعبرون عن الانزعاج الذي يشعرون به عندما تتعارض سلوكيات أو سياسات القائد أو المجموعة مع إحساسهم بما هو صواب. إنهم على استعداد للوقوف، والمخاطرة بالرفض، وبدء الصراع من أجل فحص تصرفات القائد والمجموعة عند الاقتضاء. إنهم على استعداد للتعامل مع المشاعر التي يثيرها التحدي الذي يواجهونه في القائد والمجموعة. يقدر الأتباع الشجعان الانسجام التنظيمي وعلاقتهم بالقائد، ولكن ليس على حساب الهدف المشترك ونزاهتهم. - للمشاركة في التحول: يدافع الأتباع الشجعان عن الحاجة إلى التغيير والبقاء مع القائد والمجموعة بينما يكافحون بشكل متبادل مع صعوبة التغيير الحقيقي. إنهم يفحصون حاجتهم الخاصة للتحول ويصبحون مشاركين كاملين في عملية التغيير حسب الاقتضاء. - لاتخاذ إجراء أخلاقي: يعرف الأتباع الشجعان متى حان الوقت لاتخاذ موقف مختلف عن موقف القائد.قد يتضمن الموقف رفض الانصياع لأمر مباشر، أو استئناف الأمر إلى المستوى التالي من السلطة، أو تقديم استقالة المرء. هذه وغيرها من أشكال العمل الأخلاقي تنطوي على مخاطر شخصية، ولكن الخدمة للهدف المشترك تبرر وتتطلب في بعض الأحيان التصرف. إذا فشلت محاولات تصحيح الوضع المرفوض أخلاقياً، فإن المتابع يواجه الاحتمال الأكثر صعوبة فيما إذا كان سيصبح مُبلغ عن المخالفات. |
| باربرا كيلرمان           | صنفت باربرا كيليرمان الأتباع على أنهم معزولون، ومارة، ومشاركون، ونشطاء، ومتشددون بناءً على مستوى مشاركتهم في عملية القيادة. العزلات: العزلات منفصلة تمامًا. إنهم لا يهتمون بقادتهم، ولا يعرفون شيئًا عنهم، ولا يستجيبون لهم بأي شكل من الأشكال. ومع ذلك، فإن اغترابهم هو نتيجة. المارة: يراقب المارة لكن لا يشاركون. إنهم يتخذون قرارًا متعمدًا بالوقوف جانبًا، وفك الارتباط بقادتهم، وأيًا كانت ديناميكية المجموعة. المشاركون: المشاركون يشاركون بطريقة ما. فهم إما يفضلون أو يعارضون قادتهم وجماعاتهم والمنظمات التي هم أعضاء فيها. في كلتا الحالتين، يستثمرون الموارد لمحاولة إحداث تأثير. النشطاء: النشطاء يشعرون بقوة تجاه قادتهم ويتصرفون وفقًا لذلك. إنهم حريصون وحيويون ومشاركون. لأنهم يستثمرون بشكل كبير في الأفراد والعمليات، فهم يعملون بجد إما نيابة عن قادتهم أو لتقويضهم أو حتى عزلهم. الرجعيين: الرجعيين، كما يوحي اسمهم، مستعدون للموت إذا لزم الأمر من أجل قضيتهم، سواء كانت فردًا أو فكرة أو كليهما. المتشددون مخلصون بشدة لقادتهم. أو، على العكس من ذلك، مستعدون لإبعادهم من مناصب القوة والسلطة والتأثير بأي وسيلة ضرورية. في كلتا الحالتين، يتم تعريف الرجعيين من خلال تفانيهم بما في ذلك استعدادهم للمخاطرة بحياتهم وأطرافهم. كونك متشددًا أمر مستهلك تمامًا. |
| هورويتز وهورويتز         | يتكون نموذج الشراكة التوليدية من خمسة مبادئ إرشادية وخمسة أزواج من المهارات ومجموعة من السلوكيات المرتبطة. تعد المبادئ التوجيهية في صميم كل شراكة وفريق ومنظمة، وتوفر إطارًا تُستخدم فيه المهارات. تأتي المهارات في أزواج متطابقة: كل من أزواج المهارات الخمسة تتضمن العديد من السلوكيات المرتبطة. يمكن اعتبار السلوكيات أفضل الممارسات، ولكن من الأفضل اعتبارها قابلة للتكيف وقابلة للتكيف. وصف هورويتز وهورويتز هذه المهارات الخمس للتابع الجيد: الدفاع عن القرار: إضافة قيمة إلى اتخاذ القرار عندما لا يكون هو القرار الذي يجب عليك اتخاذه. ذروة الأداء: أخذ زمام المبادرة من أجل مشاركتك الخاصة، والتنمية، والأداء أثناء العمل. المرونة التنظيمية: المواءمة والازدهار داخل المنظمة الأوسع بما في ذلك القدرة على التكيف مع معايير الوحدات الفرعية المختلفة. التواصل عبر لوحة القيادة: إبقاء شريكك على اطلاع جيد وتحفيز اتخاذ الإجراءات القيادية الصحيحة. بناء العلاقات: تطوير العلاقة والثقة وفهم كيفية العمل بشكل أفضل مع القيادة المجالات الخمسة التكميلية لمهارات القيادة هي: تأطير القرار: خلق بيئة وعملية تعمل على تحسين التعاون وجودة القرار. التدريب على الأداء: ضمان بيئة الهدف والتقدم والإيجابية. التوجيه التنظيمي: المساعدة في توجيه الآخرين حول أفضل السبل للتنقل والعمل التنظيمي. التواصل المتتالي: إبقاء أعضاء الفريق على اطلاع وتحفيز مبادرة المتابعة الصحيحة. تأطير العلاقة: خلق بيئة مريحة ومهنية ومنصفة لكل عضو في الفريق. |
| بواس شامير               | ينظر شامير إلى الأنواع المختلفة من وجهات النظر النظرية للقائد والتابع بدلاً من تطوير نموذج معين للتابع الإيجابي. المتابعون كمتلقين للقيادة: يؤثر سلوك القائد (على سبيل المثال، التعبير عن الرؤية، وضع مثال شخصي، التحفيز الفكري) على مواقف وسلوكيات المتابعين مثل الالتزام بالمنظمة، أو بذل جهد إضافي في العمل. ووفقًا لهذا الرأي، فإن الأتباع لا يلعبون دورًا فاعلًا في العملية القيادية. الأتباع كمشرفين لتأثير القيادة: يعتمد تأثير القائد على مواقف الأتباع وأدائهم على خصائص الأتباع. الأتباع كبدائل للقيادة: هناك شروط معينة يمكن أن تحيد أو تلغي الحاجة إلى القيادة. تؤكد النظرية على تدريب المتابعين وخبراتهم ومعرفتهم الوظيفية. الأتباع كمنشئين للقيادة: يتم إعطاء دور أكثر مركزية ووضوحًا للمتابعين في النظريات التي تقدم القيادة على أنها مبنية معرفيًا أو اجتماعيًا من قبل الأتباع. الأتباع كقادة - القيادة المشتركة: يشكك هذا المنظور في فائدة التمييز بين القادة والأتباع. |
| كوين وكوين               | اقترح كوين وكوين (2007) سبعة إجراءات متابعة مرغوبة من منظور الرئيس التنفيذي وتقاريره المباشرة: أظهر حسن نيتك؛ اترك أمتعتك عند الباب؛ دراسة أسلوب عمل CEOS؛ فهم جدول أعمال الرئيس التنفيذي؛ تقديم خطة لعب واقعية وصادقة؛ كن في لعبة "أ" الخاصة بك؛ اعرض خيارات موضوعية. |
| جيمي كولينز              | جيمي إل إس. كولينز، الرئيس المتقاعد ومدير العمليات في Chick-fil-A، في أتلانتا، جورجيا بالولايات المتحدة الأمريكية، ومقرها امتياز مطعم خدمة سريعة، يشير إلى فلسفته باسم التابع الإبداعي. كتب أن كونك تابعًا هو دور نشط يتطلب قدرًا كبيرًا من الإبداع والمبادرة الشخصية والقدرة على تنفيذ المهام بامتياز. تبدأ العملية بتحديد قائد يستحق المتابعة. ومع ذلك، عندما يقترح كولينز أن يختار الناس رئيسهم، فإنه يعطي المصداقية للمتابعين باعتبارهم أكثر من مجرد أشخاص يعملون لدى شخص ما. بدلاً من ذلك، يقترح أن الأتباع لديهم مهارات وأفكار وطاقات تكمل مهارات وأفكار وطاقات القائد. نتيجة لذلك، يتم إنشاء علاقة يكون فيها القادة والأتباع قادرين على تحقيق أكثر بكثير مما يمكن أن يحققه كل فرد بمفرده. |
| سوزان كين                | تقول سوزان كاين (2017): "تركز مدارس النخبة لدينا على القيادة جزئيًا لأنها تعد الطلاب لعالم الشركات، وتفترض أن هذا هو ما تحتاجه الشركات وما يؤدي إلى النجاح الشخصي. لكن تخصصًا في علم النفس التنظيمي يُدعى "التابع يكتسب شعبية ". |
| آدم غرانت                | الأسئلة الأكثر شيوعًا التي يسألها الناس هي كيفية المساهمة عندما لا يكونون مسؤولين ولكن لديهم اقتراحات ويريدون أن يتم الاستماع إليهم. يسمي هذه "الأسئلة الأساسية المتعلقة بالتبعية". |
| كريستا كلاينر            | يقترح كلاينر أن تركز الكليات على مهارات التابعين والمساهمات. باختصار، يحتاج مسؤولو القبول في الكلية إلى التركيز بشكل أقل على اكتساب الطلاب للألقاب القيادية في جميع أنحاء المدرسة الثانوية والتركيز بشكل أكبر على فهم المجال الذي كان محوريًا في حياتهم - بيئة التعلم في الفصل الدراسي ومساهماتهم فيها. وتفترض أنه إذا شجع المعلمون الأتباع، فإنهم سيجدون طرقًا لتحسين فصولهم ويساهمون أيضًا في أن يصبح طلابهم قادة ومتابعين جيدين. من خلال مساعدة الطلاب على القيام بذلك، يساعد المعلمون جيل العمل المستقبلي من الأمريكيين على تطوير مهارات مهمة ليس فقط في مكان العمل ولكن لمجتمعنا ككل. |
| جوردون كورفي، مارك روليج | يعتمد نموذج متابعة كورفي روليج على بعض الأبحاث السابقة لهولاندر وشليف وكيليرمان وكيلي ويتكون من بعدين مستقلين وأربعة أنواع من المتابعين. البعدان لنموذج كورفي روليج هما التفكير النقدي والمشاركة. يهتم التفكير النقدي بقدرة المتابع على تحدي الوضع الراهن وطرح أسئلة جيدة واكتشاف المشكلات وتطوير الحلول. تتعلق المشاركة بمستوى الجهد الذي يبذله الأشخاص في العمل. بناءً على هذين البعدين، يتم تصنيف المتابعين إلى أربع مجموعات: الكسالى (التفكير النقدي المنخفض ، المشاركة المنخفضة)، المنبوذون (التفكير النقدي المنخفض ، المشاركة العالية)، الناقدون (التفكير النقدي العالي، المشاركة المنخفضة) والمبتدئين (مرتفعين) التفكير النقدي، والمشاركة العالية). يؤكد المؤلفون على الطبيعة الظرفية للنموذج. |

## نظريات الأتباع الأكاديمي
| نظرية                           | ملخص |
| ------------------------------- | --- |
| سمة                             | يحدد السمات الرئيسية وعلاقتها بالمتابعين الأقوياء. زالزنيك 1964، (الهيمنة مقابل الخضوع؛ النشاط مقابل السلبية)، كيلي، 1992 (المشاركة النشطة؛ التفكير المستقل)، شليف، 1995 (الشجاعة)، بوتروآخرون، 1996 (مبادرة العلاقة؛ مبادرة الأداء)، كيليرمان، 2007 (خطوبة). |
| السمة السلوكية                  | يسرد مباشرة السمات السلوكية للمتابعين الجيدين. كيلي (1988)، هورويتز وهورويتز (2015) |
| المناهج القائمة على الدور       | تنظر الآراء القائمة على الأدوار في كيفية قيام الأفراد بتفعيل القيادة والتابع في سياق الأدوار الهرمية. الغرض الأساسي هو تعزيز فهم كيفية عمل المرؤوسين مع المديرين بطرق تساهم في القيادة والنتائج التنظيمية أو تنتقص منها. |
| البناء                          | يحقق في كيفية تفاعل الأشخاص ومشاركتهم معًا في السياقات الاجتماعية والعلائقية لبناء (أو عدم بناء) القيادة والتابع. |
| القيادة والتابعين الموزعين      | تبدأ القيادة الموزعة بالمنظور الذي يمكن للعديد من الأشخاص توليه دورًا قياديًا، وليس فقط أولئك الذين يتمتعون بسلطة وسلطة رسمية. يمكن للقيادة والتابع أن ينتقلوا من شخص لآخر بينما يتقلب الحوار ويتحول. لا يقتصر الأمر على تحدي أعضاء الفريق لتفعيل أدوار الأتباع والقيادة بشكل فعال، ولكن يجب أن يكونوا قادرين على التبديل بين الأدوار. بشكل عام، ومع ذلك، تركز نظريات القيادة الموزعة حصريًا على الدور القيادي. |
| نظرية التبادل بين الزعيم والعضو | ينصب التركيز في نظرية LMX على كيفية تفاعل القادة والمتابعين معًا لإنشاء علاقات عمل عالية الجودة تتيح لهم تحقيق نتائج قيادية فعالة. في حين أن نظرية LMX تعترف بالأتباع في العملية العلائقية، إلا أنها لا تزال تركز على القيادة - أكثر من الأتباع - من حيث أنها تمنح القائد امتيازًا باعتباره المحرك لعملية بناء العلاقات.                                                                                       |
| نظريات المتابعة الضمنية         | نشأت المقاربات التي تتمحور حول التابعين استجابةً لوجهات نظر تتمحور حول القائد ولفتت الانتباه إلى دور التابع في بناء القادة والقيادة. يقترح بحث التابع الضمني أن معتقدات القادة لسلوك التابعين تؤثر على مدى فعالية التابعين؛ المتابعون الذين يتصرفون كما هو متوقع سيكونون أكثر نجاحًا. يستخدمون هذه المخططات لتشفير معلومات المتابعين، والتي تعمل كعناصر أساسية لصنع الحس التنظيمي.                             |

تشمل السمات السلوكية الأخرى للتابع الفعال التي تم اقتراحها ما يلي: الإيمان بأهمية أن تكون تابعًا جيدًا، ينظر إلى ما وراء أنفسهم، ويقدر استقلاليته، ويتبع أثناء تقديم الأفكار، والدافع الذاتي والتوجيه الذاتي، ويعرض الولاء، ويفكر النزاهة ذات الأهمية القصوى، تعمل بشكل جيد في البيئات الموجهة نحو التغيير، تعمل بشكل جيد في الفرق، تفكر بشكل مستقل ونقدي، تشارك، تولد الأفكار، مستعدة للتعاون، مستعدة لقيادة المبادرات، تطور القادة وأنفسهم، تبقى مواكبة، تتوقع، تقود تملك النمو، وهو لاعب لجميع المواسم.

## الخرافات والمفاهيم الخاطئة حول التبعية
إن الفكرة التقليدية القائلة بأن القادة نشيطون وأن الأتباع سلبيون هي فكرة خاطئة وتساهم في المفاهيم الخاطئة حول الوظائف التنظيمية للرؤساء والمرؤوسين. يدرك علماء السلوك الآن أن الأتباع النشطين يؤثرون على القادة في كل مستوى من مستويات التسلسل الهرمي، وأن القيادة نفسها هي عملية وليست شخصًا.
هناك العديد من الأساطير حول التبعية:
- إنه دور أقل.[36]
- إنه مجرد تحضير لتكون قائدًا.
- إنها تدبر، أو تخمر، أو «سياسية».[25]
- بمجرد أن تصبح قائدًا، لم تعد تابعًا.[50]
- عليك أن تكون تابعاً جيداً لتكون قائداً جيداً.[5]
- ما يلي هو سلبي. من السهل.[12]

لمزيد من المفاهيم الخاطئة، انظر الجزء 1 (الفصول 2-4) من احتضان التبعية: كيف تزدهر في ثقافة تركز على القائد.

## مستقبل بحوث الأتباع
- يتخطى وجهات النظر التي تتمحور حول القائد لإدراك أهمية أدوار التابعين والسلوكيات التالية التي تجعل عملية القيادة أكثر شمولاً.
- يوزع مسؤولية بناء القيادة ونتائجها على جميع اللاعبين في عملية القيادة.
- يركز علينا على تحديد سلوكيات أتباع أكثر فاعلية وأقل فعالية.
- يدمج السياق في عملية القيادة.
- يدرك أن القيادة يمكن أن تتدفق في جميع الاتجاهات، على سبيل المثال، ليس فقط إلى أسفل ولكن أيضًا إلى أعلى في التسلسل الهرمي عندما ينخرط المرؤوسون في سلوكيات قيادية.
- يتيح لنا أن نفهم لماذا وكيف لا يكون المديرون دائمًا قادة فعالين، مثل عندما يكونون غير قادرين على بناء القيادة مع مرؤوسيهم.
- يعزز تنمية التابعين، وليس فقط تنمية القيادة.[1]

يقترح روبرت كيلي سبعة مجالات لمزيد من أبحاث المتابعة:
1. احداث العالم
2. حضاره
3. قيادة
4. صفات التابع
5. دور التابع
6. لغة الأتباع
7. ضمير شجاع

إنه يتحدى المجال لتركيز أبحاث الأتباع بشكل أكبر على «القضايا الكبرى التي تحدث في العالم» مثل المفجرين الانتحاريين والأصولية الدينية والديكتاتوريين المنتخبين ديمقراطياً وانتهاكات الشركات للسلطة.
يدعو شليف إلى تركيز مماثل للبحث حول القابلية للتطرف واستخدام التقييمات وتطويرها لمساعدة الناس على فهم ميولهم الخاصة من أجل استباق تعبيرهم في وجود قادة سامين.